# 乔尔霍夫农村居民点
乔尔霍夫农村居民点（俄语：Чёлховское сельское поселение）是俄罗斯联邦布良斯克州克利莫沃区所属的一个农村居民点。其下辖有10个居民点，行政中心为乔尔霍夫。据2015年统计，该农村居民点的人口为1268人。